# Eurytoma asphodeli
Eurytoma asphodeli is een vliesvleugelig insect uit de familie Eurytomidae. De wetenschappelijke naam is voor het eerst geldig gepubliceerd in 1976 door Hedqvist.